# Molophilus stenacanthus
Molophilus stenacanthus är en tvåvingeart som beskrevs av Alexander 1962. Molophilus stenacanthus ingår i släktet Molophilus och familjen småharkrankar. Inga underarter finns listade i Catalogue of Life.